# 横浜市立駒林小学校
横浜市立駒林小学校（よこはましりつ こまばやししょうがっこう）は、神奈川県横浜市港北区日吉本町二丁目にある市立小学校。2022年時在校生約500人。

## 沿革
- 1970年（昭和45年）6月3日 - 下田小学校東部方面校（分校）の用地提供交渉開始。
- 1972年（昭和47年）
  - 10月18日 - 下田小学校駒林分校をつくるための委員会発足し、校名募集。
  - 12月25日 - 校舎竣工。
- 1973年（昭和48年）
  - 1月8日 - 横浜市立下田小学校駒林分校開校。
  - 4月1日 - 駒林分校が独立し、横浜市立駒林小学校開校。
- 1974年（昭和49年）
  - 3月2日 - 校歌制定。
  - 3月12日 - 校章制定。
  - 11月14日 - プール竣工。
  - 12月25日 - 体育館竣工。
- 1976年（昭和51年）5月1日 - 特殊学級開校。
- 1978年（昭和53年）2月14日 - アスレチック完成。
- 1978年（昭和58年）6月25日 - 十周年記念式典挙行し、祝賀会開催。
- 1992年（平成4年）
  - 3月31日 - 新校舎増築（図工室1・普通教室5・多目的ホール2）。
  - 12月13日 - 駒林フェスティバル（第1回）。
- 1993年（平成5年）6月26日 - 二十周年記念式典挙行し、祝賀会開催。
- 2007年（平成19年）6月24日 - 三十五周年記念式典挙行し、祝賀会開催。
- 2008年（平成20年）3月1日 - アスレチックの改修工事終了。
- 2008年（平成20年）度 - 体育館裏の花壇を新設。校内LANの敷設。2階の物置を地域交流室に改修。2階にミニ図書室を設置。
- 2009年（平成21年）度 - この年度から2010年（平成22年）度にかけて、校舎外壁改修工事実施。
- 2011年（平成23年）度 - 自動火災報知設備改修工事実施。
- 2012年（平成24年）度 - 給食室屋上防水・西門改修・教室の空調化設置・築山階段改修の各工事実施。
- 2013年（平成25年）度 - 四十周年記念集会開催。
- 2015年（平成27年）7月 - この月から2016年（平成28年）2月にかけて、体育館改修と北棟トイレ改修の各工事実施。

## 交通
- 東急東横線日吉駅から
  - 東急バス「サンヴァリエ日吉」行き乗車、「グランド前」下車徒歩10分
  - 徒歩15分
- 横浜市営地下鉄グリーンライン（4号線）日吉本町駅から徒歩7分

## 著名な出身者
- 岡野雅行 - サッカー選手・ガイナーレ鳥取所属